# Ligeti Herta
Ligeti Herta (Bécs, 1920. november 11. – Kirját Jám, Izrael, 1990) magyar származású osztrák–román író.

## Életútja
Az ausztriai üldözés elől menekülve Hertha Ligeti 1938-ban érkezett Belgiumba, barátnője, Lotte Sontag kíséretében. Kommunista aktivistaként a megszállás alatt titkos akciókban vett részt, különösen antifasiszta brosúrák terjesztésével. 1943 júniusában letartóztatták, a Saint-Gilles-i (brüsszeli) börtönbe zárták, majd a mecheleni Caserne Dossinban. A XXIII. számú konvojjal deportálták, amely 1944. január 15-én indult Auschwitzba. Részt vett a fegyvergyárban szervezett szabotázstevékenységekben. 1945-ben a ravensbrücki női táborba deportálták. A háború után először visszatért Bécsbe, majd Romániába ment férjhez.
Bécsben találkozott későbbi férjével, Fuchs Simon volt vasmunkással, aki az RKP tagja, utóbb egyetemi tanár (Kolozsvár) a marosvásárhelyi akadémiai kutatóintézet alapítója és első igazgatója. Bécsből férjével Marosvásárhelyre költözött, ahol bekapcsolódott az akkor alakuló illetve újra induló művelődési és propaganda életbe. Terjesztette a kommunista párt eszméit a Székelty és Réti bútorgyár munkásai között esti pártiskolai szemináriumokon. Részt vett a marosvásárhelyi magyar nyelvű bábszínház alapításában és munkájában. Tagja volt az írószövetségnek. Az 1959-ben Bukarestben megjelent, Die Sterne verlöschen nicht című, német nyelvű regénye saját és társai deportálását ábrázolja. Regénye mellett írt számos elbeszélése is mind ezt a témát járja körül.
Könyvei Bukarestben jelentek meg az ötvenes-hatvanas években az ESPLA-Staatsverlag für Kultur und Literatur (Állami Művészeti és Irodalomkiadó) kiadónál, amely az egyik fő irodalmi kiadó volt, s a romániai német kisebbség – köztük Georg Scherg, Erwin Wittstock, Oscar Walter Cisek és Alfred Kittner – munkáit is kiadta. Ebben az időben férjével Bukarestben élt. A Die Sterne verlöschen nicht című regény a szocialista realizmus jellegzetes elemeit tartalmazza, mint a munkások és gazdálkodók felsőbbrendűsége, a kollektív oktatás iránti optimizmus, vagy a „feketén-fehéren” ábrázolás – a kommunista hősök küzdelme a kegyetlenek ellen. Hanna karaktere az író alteregójaként is olvasható, akinek hasonló sorsa van, zsidó családban született Bécs egy munkásnegyedében, a kommunistischer Jugendverband (Kommunista Ifjúsági Szövetség) tagja lettek, mielőtt Belgiumba menekült, ahonnan Auschwitz-Birkenauba deportálták. Valós és fikciós elemek keverednek a regényében.
Férje nyugdíjazása után volt egy sikertelen letelepedési kísérletük Bécsben, ahol férje a német-osztrák munkásmozgalom kapcsolatait kutatta volna az erdélyi munkásmozgalommal levéltári adatok alapján. Nem tudtak sokáig Bécsben maradni, mert a kapott kutatási ösztöndíj hamar elfogyott. Férje halála után fogadott fiával, Gyurival együtt 1972-ben kivándorolt Izraelbe, ahol a Fuchs-Ligeti Herta nevet használta. Kirját Jám városban telepedett le, s egy "sikun"-ban, azaz lakótelepen lakott. Az utolsó interjút a németországi Hans Jürgen Zacher készítette vele, aki 1990. július 12-én meglátogatta Kirját Jámban.

## Kötetei
- Hertha Ligeti: Drei Dorfgeschichten: Kurzerzählungen. Bukarest: Verl. für Kunst u. Lit., 1954
- Hertha Ligeti: Die Sterne verlöschen nicht: roman. Bukarest: ESPLA, 1959
- Hertha Ligeti: Nem hunynak ki a csillagok: regény, ford. Miess G. János. Bukarest: Irod. Kiadó, 1964